# Пьеро

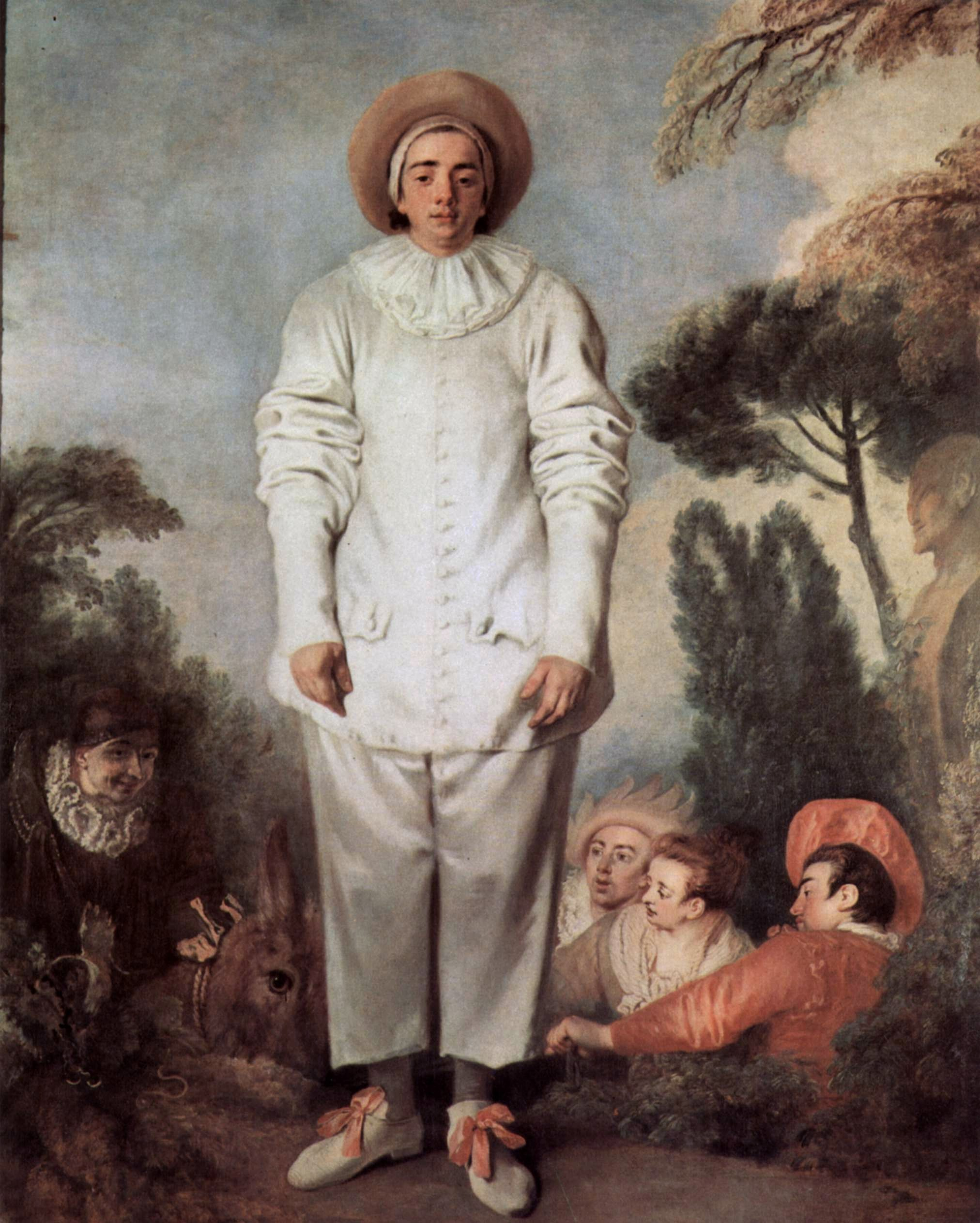
Антуан Ватто: «Жиль», Лувр, Париж

Пьеро́ (фр. Pierrot, уменьшительная форма имени Пьер, Pierre) — один из персонажей французского народного ярмарочного театра, а также Пьеро — кукла, поэт, влюблённый в Мальвину — один из главных героев книги А. Н. Толстого «Золотой ключик, или Приключения Буратино».

## Изначальный образ персонажа
Пьеро французское названии персонажа народного театра, образ которого заимствован из итальянской комедии масок (по одним данным, это маска Педролино, по другим — Пульчинелло), и во французском ярмарочном театре-балагане этот образ приобрел черты национального характера и образовал маску Пьеро. Обычно это слуга — шут, простак, влюблённый в свою партнёршу Коломбину.
Этот персонаж возник в середине XVII века и представляет собой тип ловкого слуги, который добивается своей цели, прикрываясь добродушием. Исполнитель роли Пьеро выступал без маски, с лицом, обсыпанным мукой, носил широкую крестьянскую рубаху. Его прототип — Педролино из итальянской комедии дель арте (или комедии масок) — ловкий, изворотливый, однако часто попадающий впросак.

## Поздние интерпретации
Позднее в характере Пьеро стали преобладать черты печального любовника, неудачливого соперника Арлекина. Традиционный костюм Пьеро — белая рубашка с горгерой и большими пуговицами, широкие белые панталоны. Таким он изображён на картине Антуана Ватто «Жиль» (Лувр, Париж).
На сцене парижского театра «Фюнамбюль» на бульваре дю Тампль в 1819 году мим Батист Дебюро переосмыслил образ Пьеро, создав образ отвергнутого несчастного влюблённого. Образ Дебюро великолепно представлен в фильме Марселя Карне «Дети райка» (1944 год).

## Пьеро в искусстве
Пьеро стал одним из наиболее популярных персонажей к концу XIX — началу XX века. Его можно видеть на картине Поля Сезанна «Пьеро и Арлекин» (1888 год), на портрете Всеволода Мейерхольда в роли Пьеро в «Балаганчике» А. Блока работы Николая Ульянова, на двойном автопортрете живописцев Александра Яковлева и Василия Шухаева (Арлекин и Пьеро, 1914 год), в постановке Мейерхольда «Шарф Коломбины» и «Маскарад», Александра Таирова «Покрывало Пьеретты» и «Ящик с игрушками».
Ностальгический образ Пьеро был создан Александром Вертинским в его песнях.
Широкую известность получил также поэтический цикл из 50 стихотворений бельгийца Альбера Жиро «Лунный Пьеро» (фр. Pierrot lunaire: Rondels bergamasques, 1884 год) благодаря Арнольду Шёнбергу, положившему его на музыку в 1912 году. Шёнберг использовал 21 стихотворение из 50.
Скульптура Пьеро установлена в Московском парке искусств на Крымской набережной (автор О. А. Уваров)[значимость факта?].
Также Пьеро является персонажем-талисманом швейцарской готической группы Lacrimosa[значимость факта?].

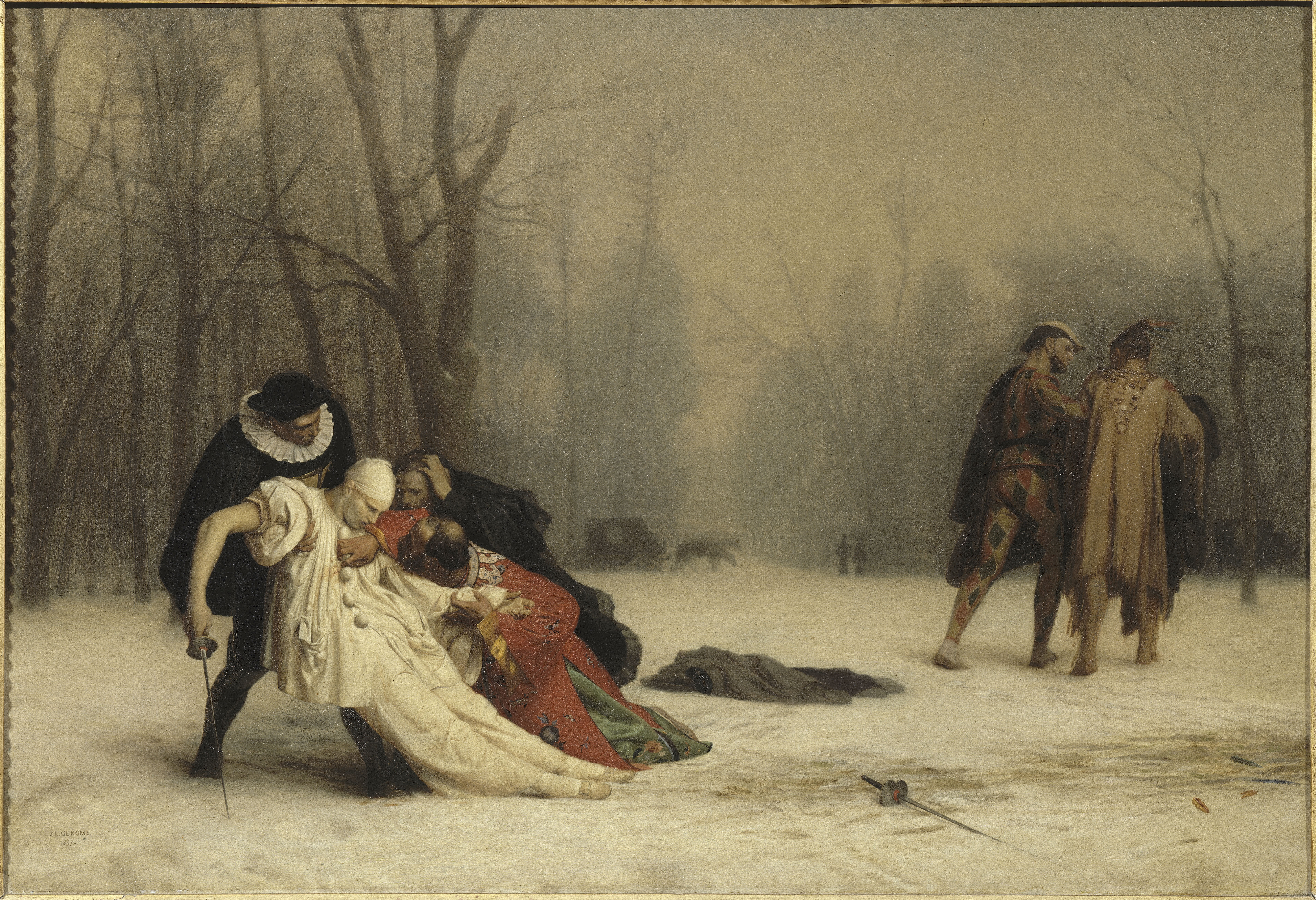
Жан-Леон Жером «Дуэль после маскарада» (1857)
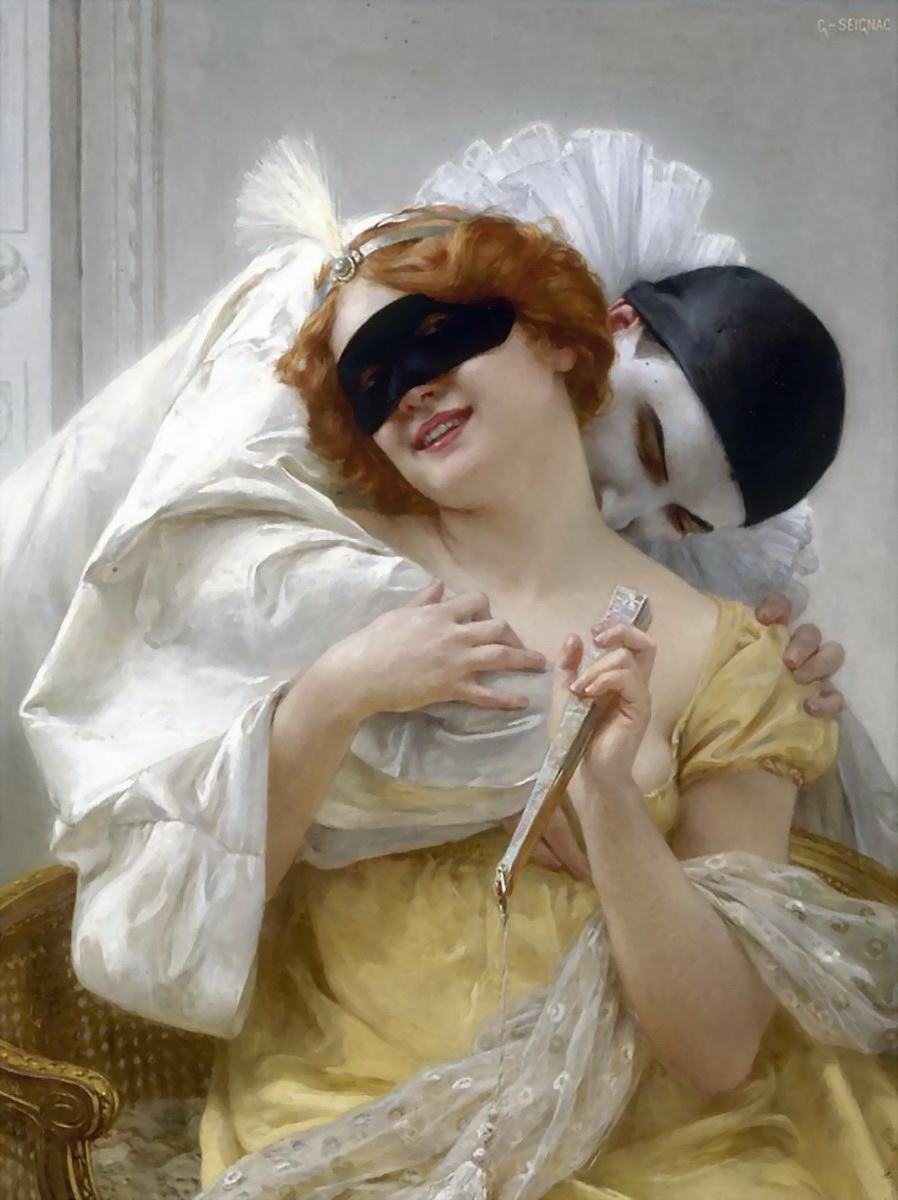
Гийом Синьяк «Объятия Пьеро» (около 1900)
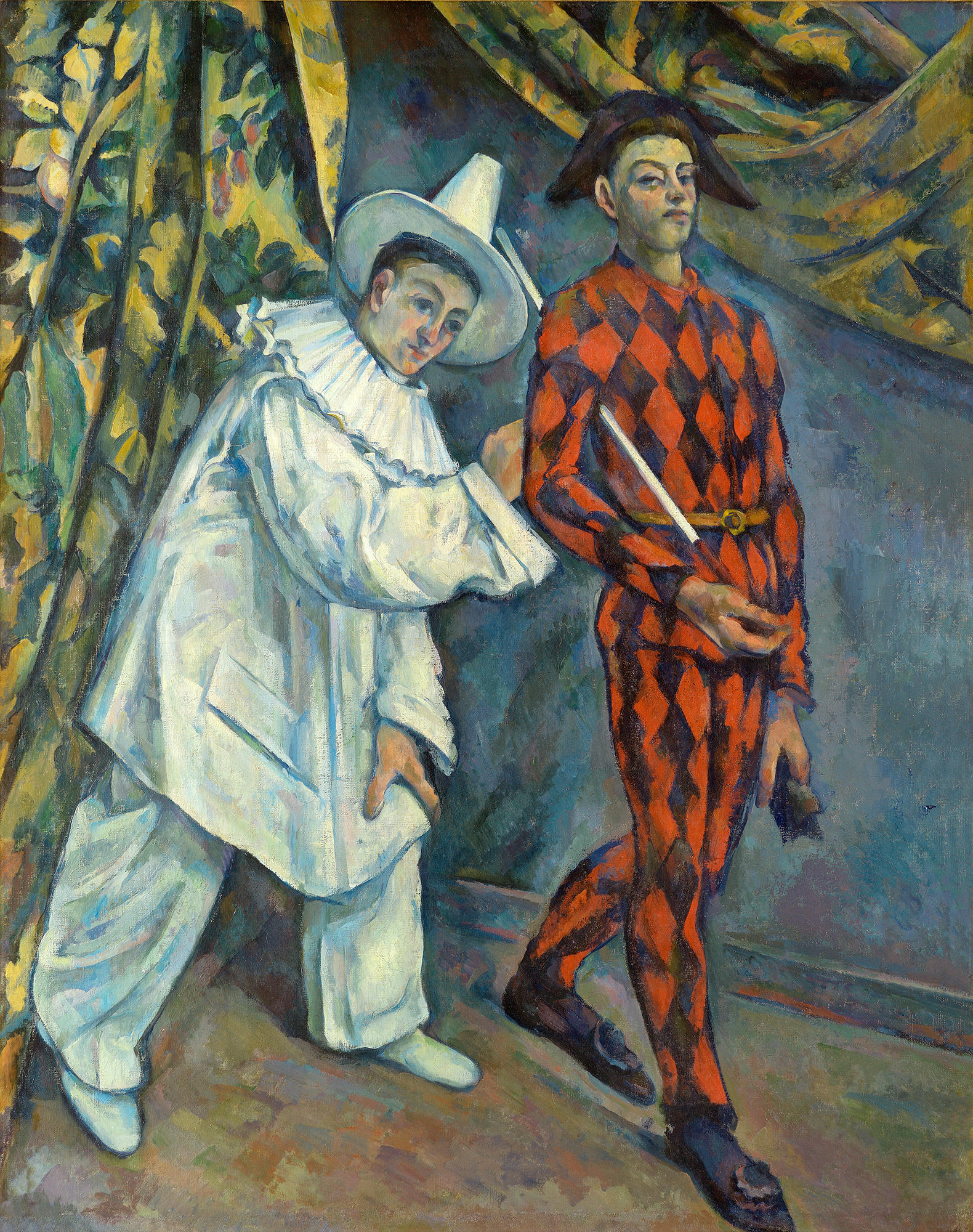
Поль Сезанн: «Пьеро и Арлекин» (1888), Москва, Музей им. Пушкина
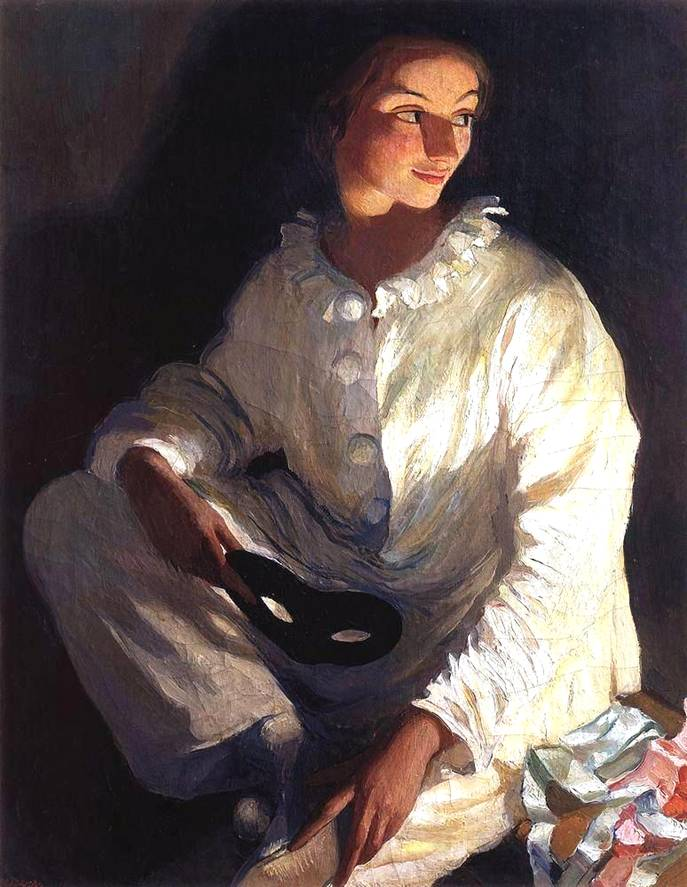
Зинаида Евгеньевна Серебрякова «Пьеро (Автопортрет в костюме Пьеро)» (1911)
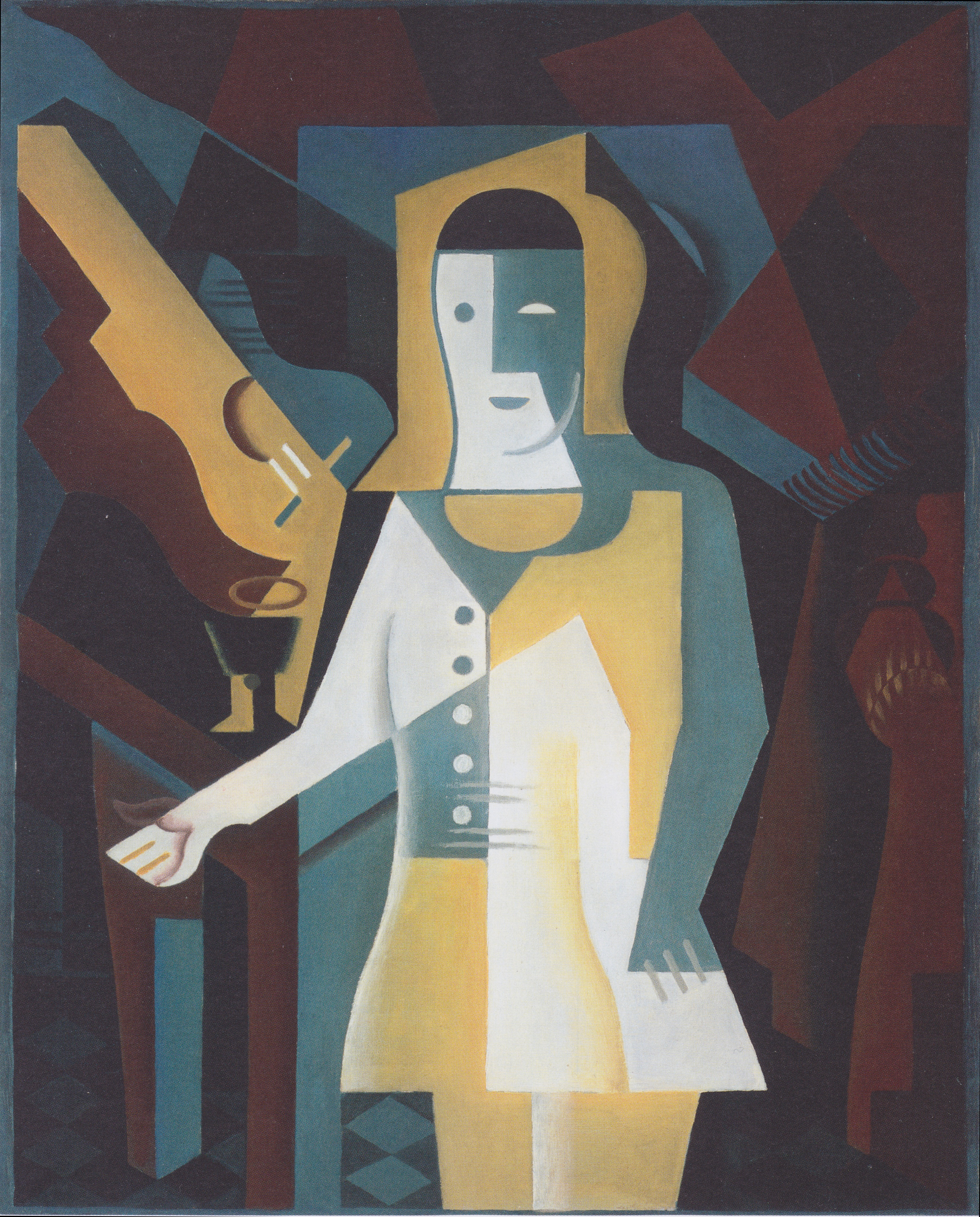
Хуан Грис. Пьеро, 1919
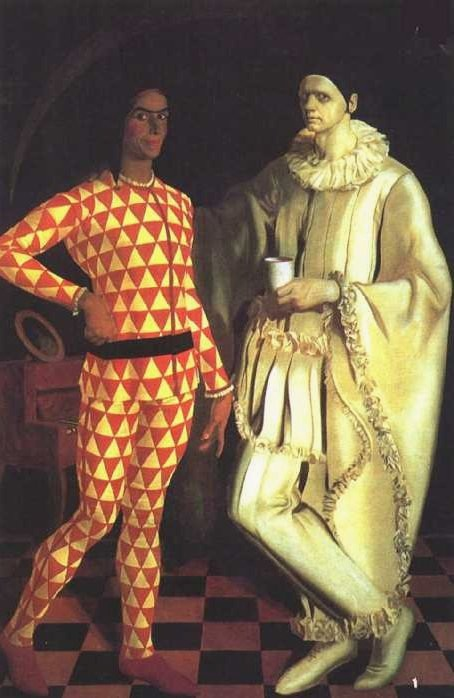
А. Е. Яковлев и В. И. Шухаев. Автопортреты. Арлекин и Пьеро. 1914, Масло. Государственный Русский музей
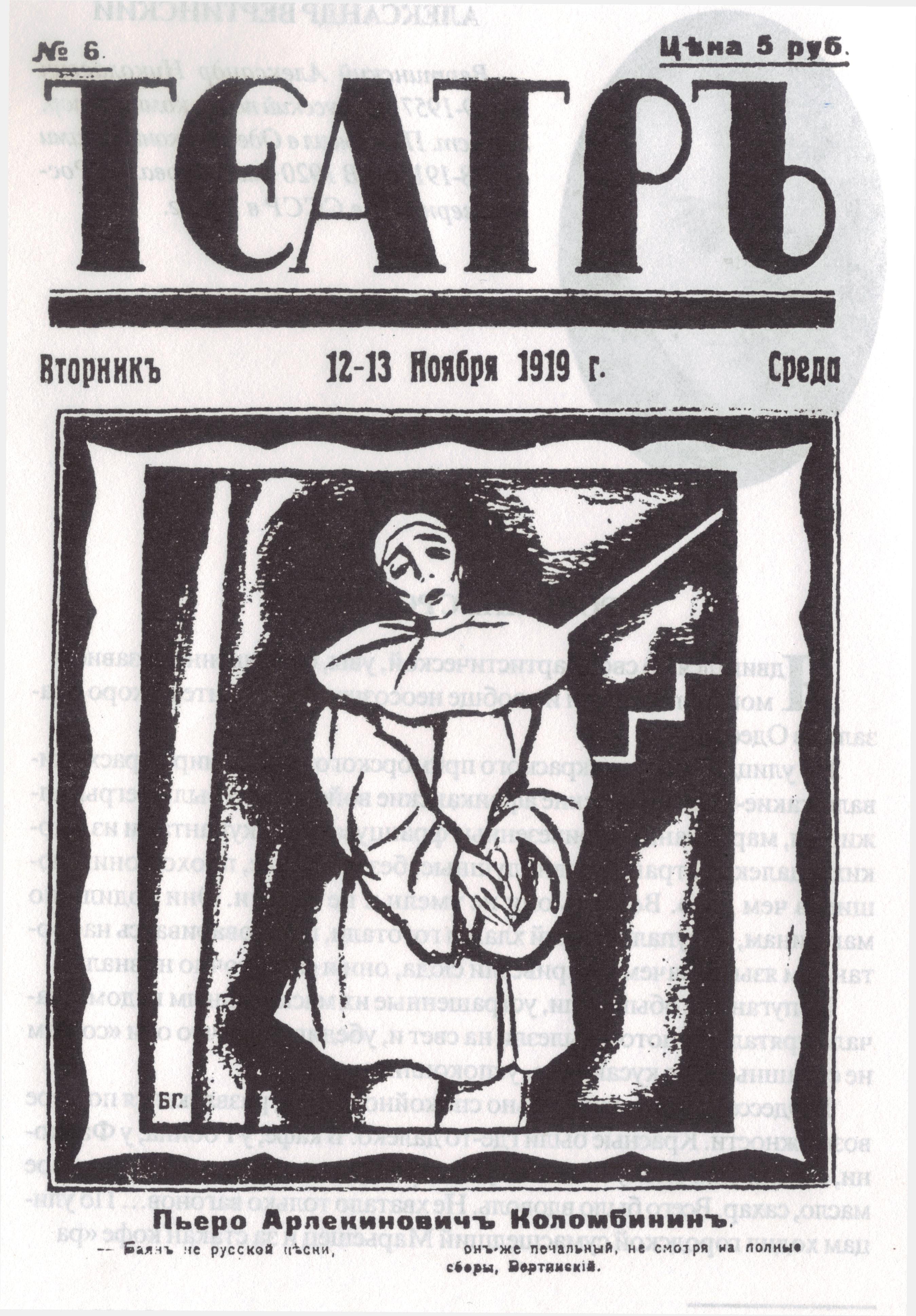
Русский шансонье Александр Вертинский часто исполнял свои песни в костюме Чёрного Пьеро и с напудренным лицом. 1919
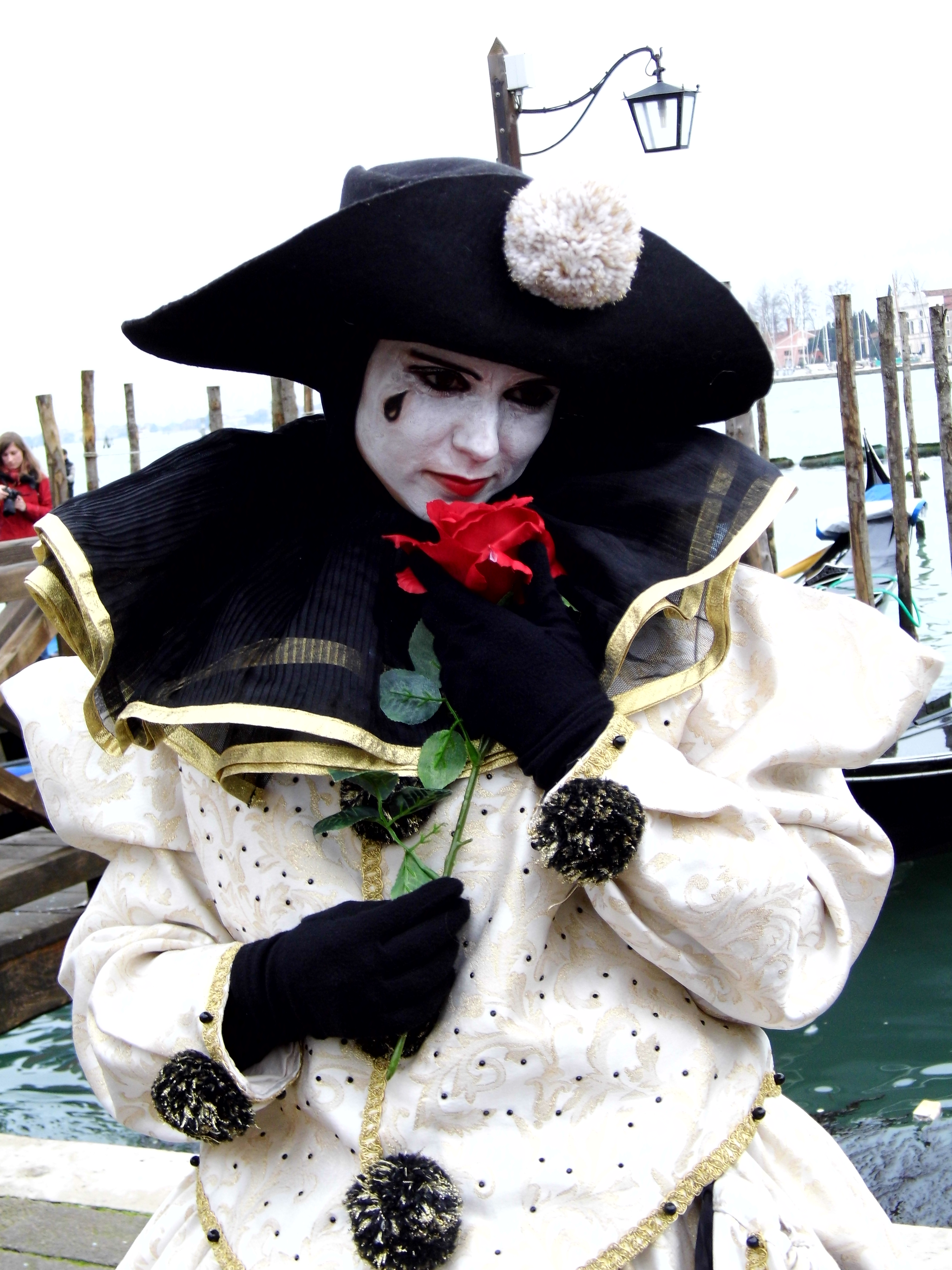
Участник венецианского карнавала в образе Пьеро

Пьеро является одним из главных героев книги А. Н. Толстого «Золотой ключик, или Приключения Буратино» и её экранизаций.
В сказке он вместе с другими куклами играл в театре Карабаса-Барабаса и терпел избиения и издевательства вместе со всеми. Также он вечно влюблён в Мальвину: собирается на ней жениться, читает ей стихи, дарит подарки и поёт серенады. Впоследствии был спасён Буратино от Карабаса-Барабаса вместе с другими куклами. Появляется во всех экранизациях сказки. Роль Пьеро исполняли: Р. Хаирова (1939), М. Корабельникова (1959), Р. Столкарц (озвучивает Т. Осмоловская) (1975), И. Саруханов (1997), Н. Басков (2009), П. Кутепова (2013)